# Rowańce
Rowańce (ukr. Рованці) – wieś położona na Ukrainie, w rejonie łuckim, w obwodzie wołyńskim, liczy 1188 mieszkańców.